# Martonfa
Martonfa is een plaats (község) en gemeente in het Hongaarse comitaat Baranya. Martonfa telt 205 inwoners (2001).